# 364

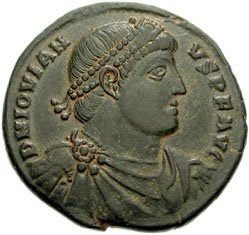
Keizer Jovianus (r. 363-364)

Het jaar 364 is het 64e jaar in de 4e eeuw volgens de christelijke jaartelling.

## Gebeurtenissen

### Klein-Azië
- 17 februari - Keizer Jovianus overlijdt na een regeringsperiode van acht maanden. Hij wordt dood gevonden in zijn tent (mogelijk vergiftiging) onderweg naar Constantinopel.
- 26 februari - De 43-jarige Valentinianus I wordt door het Romeinse leger tot keizer (augustus) uitgeroepen. Hij geeft Germaanse officieren belangrijke leidinggevende taken.
- 28 maart - Valentinianus I benoemt zijn broer Valens tot medekeizer. Het Romeinse Rijk wordt in tweeën gedeeld; Valentinianus regeert over het West-Romeinse Rijk en Valens bestuurt het Oost-Romeinse Rijk.

### Brittannië
- Keltische stammen (Picten en Schotten) bestormen de Muur van Hadrianus en vallen Britannia binnen. De plaatselijke foederati komen in opstand.

### Europa
- Winter - De Alemannen steken in Zuid-Duitsland de Rijn over en voeren een plunderveldtocht in Gallië.

### Perzië
- Koning Shapur II dwingt 7000 Joden te verhuizen, van de afgelegen gebieden, naar de binnenlanden van Perzië.

## Geboren
- Maurilius van Angers, missionaris en bisschop (overleden 453)

## Overleden
- 17 februari - Flavius Jovianus, keizer van het Romeinse Rijk